# 院宣
院宣（いんぜん）とは、上皇からの命令を受けた院司が、奉書形式で発給する文書。天皇の発する宣旨に相当する。院庁下文よりも私的な形式。

## 解説

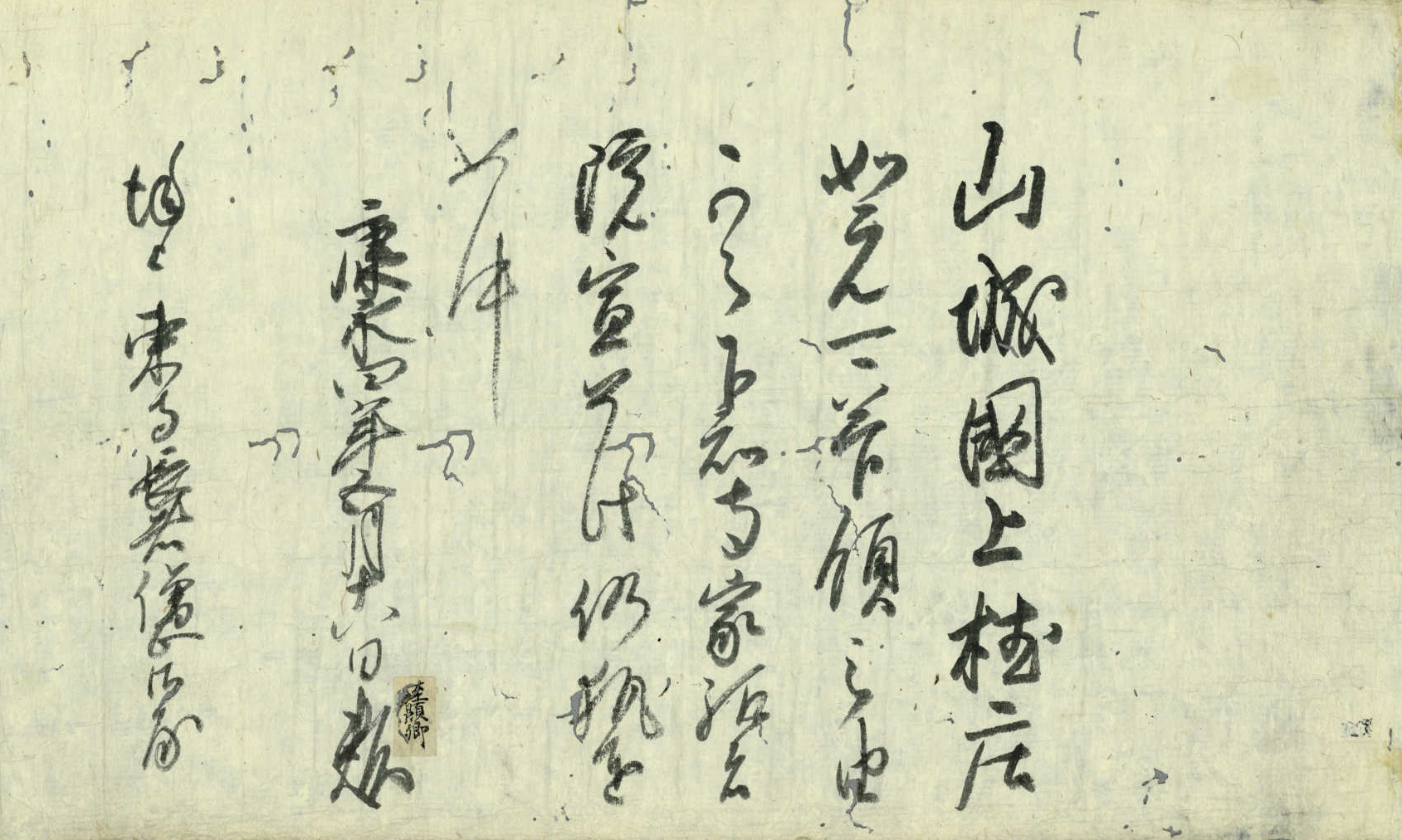
光厳上皇の院宣

『法曹至要抄』によれば、養老律詐偽律の解釈を巡る明法家の先例の学説として「太上天皇宣」の偽造は詔書と同一の罪に当たるとする説を挙げており早くから知られていた可能性があるが、院宣に関する記録の初見は延長7年（927年）の宇多上皇が伊勢神宮に宣旨を下されたことを受けて神宮側がその指示を神郡に向けて発した「延長七年大神宮勘注」（『大日本史料』一之六）である。院宣の重要度は、天皇の宣旨と同等、またはそれ以上とされていた。
平安時代後期に院政が始まると、治天の君（院政を行う上皇）は、院宣や院庁下文を発給することで、自らの政治意思を明示・具現化していった。
院庁下文が、詔勅や太政官符などの政府として最終決定意思を表示する文書と、同等の効力が認められていたのに対し、院宣は形式の面でも効力の面でも、簡易なものとして発給されていた。すなわち、政府の重要事項については院庁下文で対応し、より即効的または柔軟な対応が必要なときは院宣を発給していたのである。
院宣は非常に権威が有るものだった。